# Bo Diddley (Arvingarna-låt)
Bo Diddley, skriven av Lasse Holm och Gert Lengstrand, var det svenska dansbandet Arvingarnas bidrag till den svenska Melodifestivalen 1995, där den placerade sig på en delad sjätteplats.
På försäljningslistan för singlar i Sverige placerade den sig som högst på 21:a plats. Melodin testades på Svensktoppen i 12 veckor under perioden 18 mars-3 juni 1995, med andraplats som bästa placering där .

## Listplaceringar
| Lista (1995) | Topplacering |
| ------------ | ------------ |
| Sverige      | 21 .         |